# Парламент Сполученого Королівства
Парламент Сполученого Королівства Великої Британії і Північної Ірландії (англ. Parliament of the United Kingdom of Great Britain and Northern Ireland) — є вищим законодавчим органом у Сполученому Королівстві та Королівських заморських територіях. Його очолює Британський монарх. Парламент двопалатний, охоплює верхню палату, що називається Палата лордів, і нижню палату, що називається Палата громад. Палата лордів не обирається, вона включає до свого складу лордів духовних (вище духовенство англіканської церкви) й лордів світських (членів перства). Палата громад, навпаки, — палата, що обирається демократично. Палата лордів і Палата громад збираються в різних приміщеннях Вестмінстерського палацу в Лондоні. За звичаєм, всі міністри, включаючи прем'єр-міністра, обираються виключно зі складу парламенту.
Парламент еволюціонував із стародавньої королівської ради. В теорії, влада походить не від Парламенту, а від «Корони-в-Парламенті» (англ. the Crown in Parliament, досл. «Корона в Парламенті»). Часто кажуть, що лише Корона-в-Парламенті є верховною владою, хоча це доволі суперечливе твердження. У наш час влада також походить і від демократично обраної Палати громад; Монарх діє як представницька фігура, і влада Палати лордів істотно обмежена.
Британський Парламент часто в народі називають «матір'ю всіх парламентів», оскільки законодавчі органи багатьох країн, а особливо країн-членів Британської Співдружності створені за його зразком.

## Історія
У середньовіччі на Британських островах існувало три королівства: Англія, Шотландія та Ірландія, кожне зі своїм власним парламентом. Відповідно до Акту про унію 1707 року, Англія і Шотландія були об'єднані під управлінням Парламенту Великої Британії, а Акт про об'єднання 1800 року включив представників Ірландії до парламенту Сполученого Королівства.

### Парламент Англії

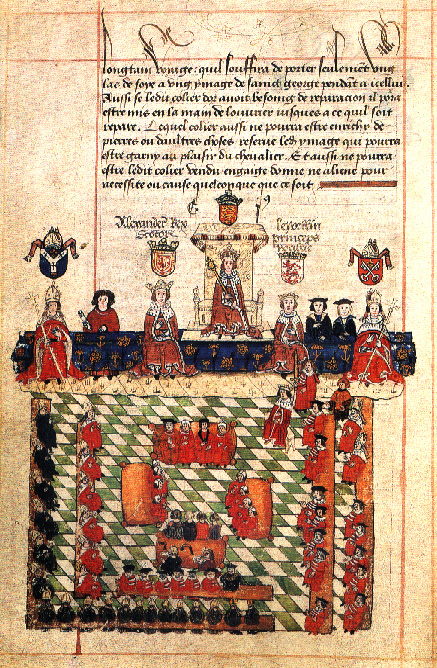
Парламент зібрався перед королем. Мініатюра межі XII—XIII століть

Парламент Англії веде своє походження від англосаксонського вітенагемоту. У 1066 році Вільгельм Норманський приніс до Англії феодалізм. За його правління існувала рада великих землевласників та ієрархів церкви. У 1215 році великі землевласники домоглись від Іоанна I Безземельного підписання Великої хартії вільностей, відповідно до якої король не міг призначати нових податків (окрім деяких старих феодальних податків) без згоди королівської ради (англ. royal court), що поступово еволюціонувала в парламент. У 1265 році Симон де Монфор, 6-й граф Лестерський, зібрав перший виборний Парламент. Майновий ценз на парламентських виборах у графствах був однаковим у всій країні: голосувати могли ті, хто володів ділянкою, яка приносила щорічну ренту в 40 шилінгів. У містах майновий ценз розрізнявся, різні міста мали різні правила. Це підготувало місце для так званого «Зразкового парламенту» 1295 року прийнятого Едуардом I Довгоногим. До правління Едуарда III Парламент було розділено на дві палати: одну, де засідала вища аристократія і вище духовенство, та другу, де засідали лицарі і міщани. Жоден закон не міг бути прийнятим без згоди обох палат і Суверена.
Коли Єлизаветі I у 1603 році спадкував король Шотландії Яків VI, який також став Яковом I Англійським, обидві країни також знаходились під його особистим керівництвом, проте кожна зберегла свій Парламент. У спадкоємця Якова I, Карла I виник конфлікт з Парламентом, який після Війни трьох Королівств переріс у Англійську громадянську війну. Карла було страчено у 1649, і за правління Олівера Кромвеля Палату Лордів було скасовано, а Палату громад підпорядковано Кромвелю. Після смерті Кромвеля було відновлено монархію і Палату Лордів.
У 1688 році під час Славної революції було скинуто короля Якова II, і встановлено спільне правління Марії II і Вільгельма III. Їх згода з англійським Біллем про права означала створення елементів конституційної монархії.

### Парламент Шотландії

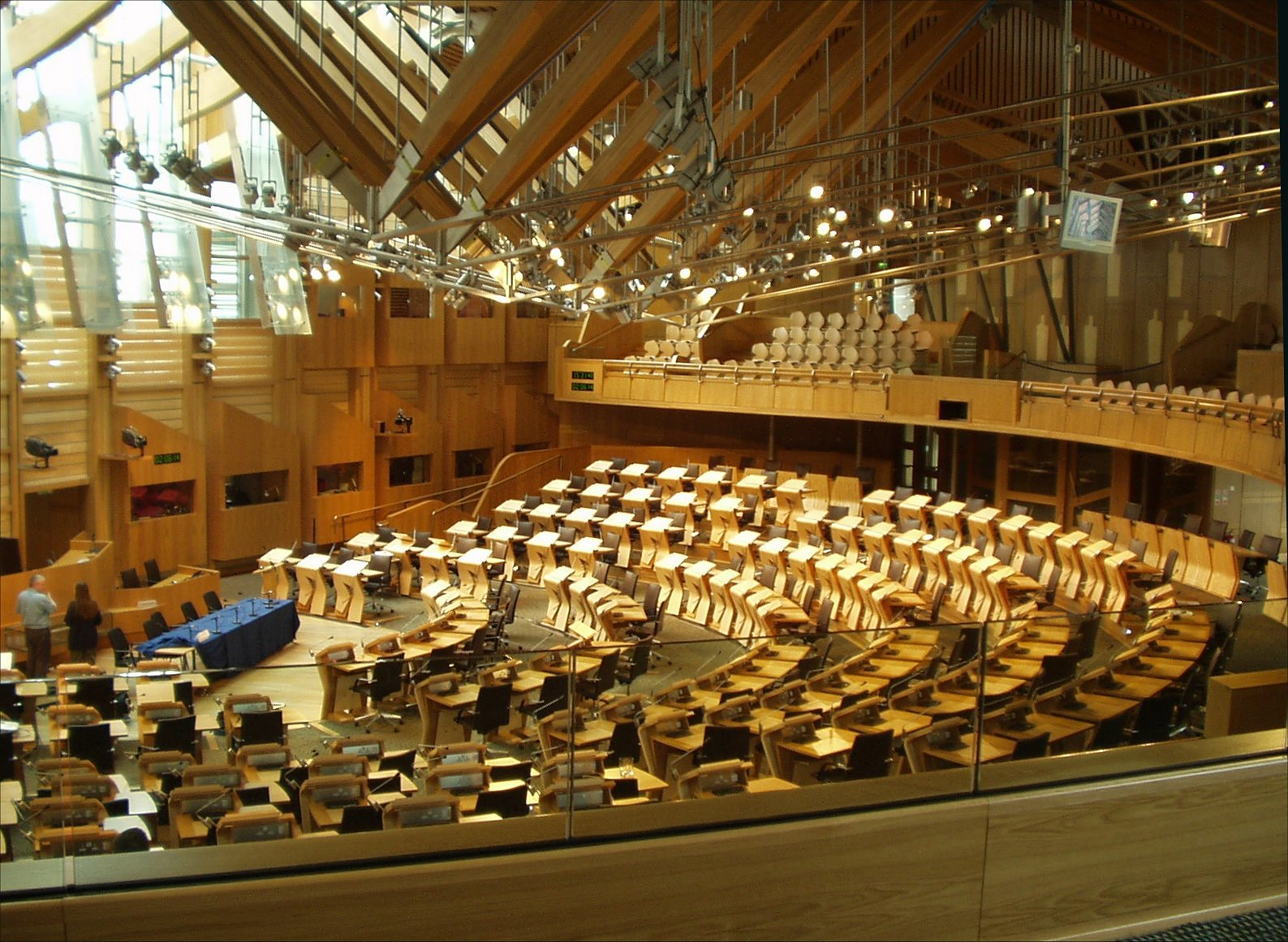
Зал засідань шотландського парламенту

З часів Кеннета I в Шотландії усі посади заповнювались відповідно до системи танства, яка поєднувала елементи спадковості і виборності. Після того як у 1057 р. Макбет I був скинутий Малколмом III у Шотландії під впливом норманського завоювання було введено феодальну систему першородства.
У Середньовіччі Королівська рада єпископів і графів поступово еволюціонувала у парламент, спочатку стала «колоквіумом» 1235 року, який вже мав політичне і юридичне значення. З 1326 однопалатне зібрання трьох станів, у якому засідали священики, землевласники та представники міст, обіймало владу у сфері податків і серйозним впливом на законодавство, судову систему, зовнішню політику і військові справи. Три стани обирали Комітет статей, що розробляв закони, які надалі представлялись палаті на затвердження.
Після Реформації у 1567 р. католицьке духовенство було виключене з парламенту під тиском церкви Шотландії, а після скасування у 1638 році єпископату парламент став цілком світським зібранням. Під час правління Якова VI і Карла I парламент потрапив під сильний вплив Корони, його скликання стали епізодичними, королівська влада, маніпулюючи системою виборів і порядком засідань, намагалась перетворити палату на слухняний інструмент абсолютистської політики короля. Але повстання у Шотландії у 1637 році і перемога шотландців над королівськими військами у Єпископських війнах 1639—1640 рр. дозволили парламенту сконцентрувати у своїх руках всю повноту влади у Шотландії. Після того як до країни вторглись війська Олівера Кромвеля, його республіканський уряд у 1657 р. встановив нетривалу англо-шотландську парламентську унію.
Шотландський парламент було відновлено після повернення Карла II на трон у 1660 р. Славна революція 1688 р. ліквідувала систему королівського патронажу над парламентом і забезпечила свободу виборів і обговорення законопроєктів. У 1707 р. парламенти Шотландії і Англії прийняли Акт про унію (1707), відповідно до якого обидві британські держави об'єднувались у королівство Велика Британія і створювався єдиний парламент. Таким чином парламент Шотландії було скасовано.
У 1998 р. у рамках децентралізації системи управління країною лейбористським урядом Тоні Блера парламент Шотландії було відновлено. Йому було делеговано певні повноваження у сфері місцевого самоврядування, освіти, охорони здоров'я, охорони навколишнього середовища, сільського господарства і транспорту.

### Національна асамблея Уельсу
Асамблея Уельсу нараховує 60 членів, що обираються шляхом прямого голосування кожні чотири роки. Вона виконує функції, що раніше виконувались Міністерством у справах Уельсу, та має право вносити поправки до законопроєктів, прийнятих британським Парламентом, які безпосередньо стосуються цього регіону.

### Парламент Ірландії

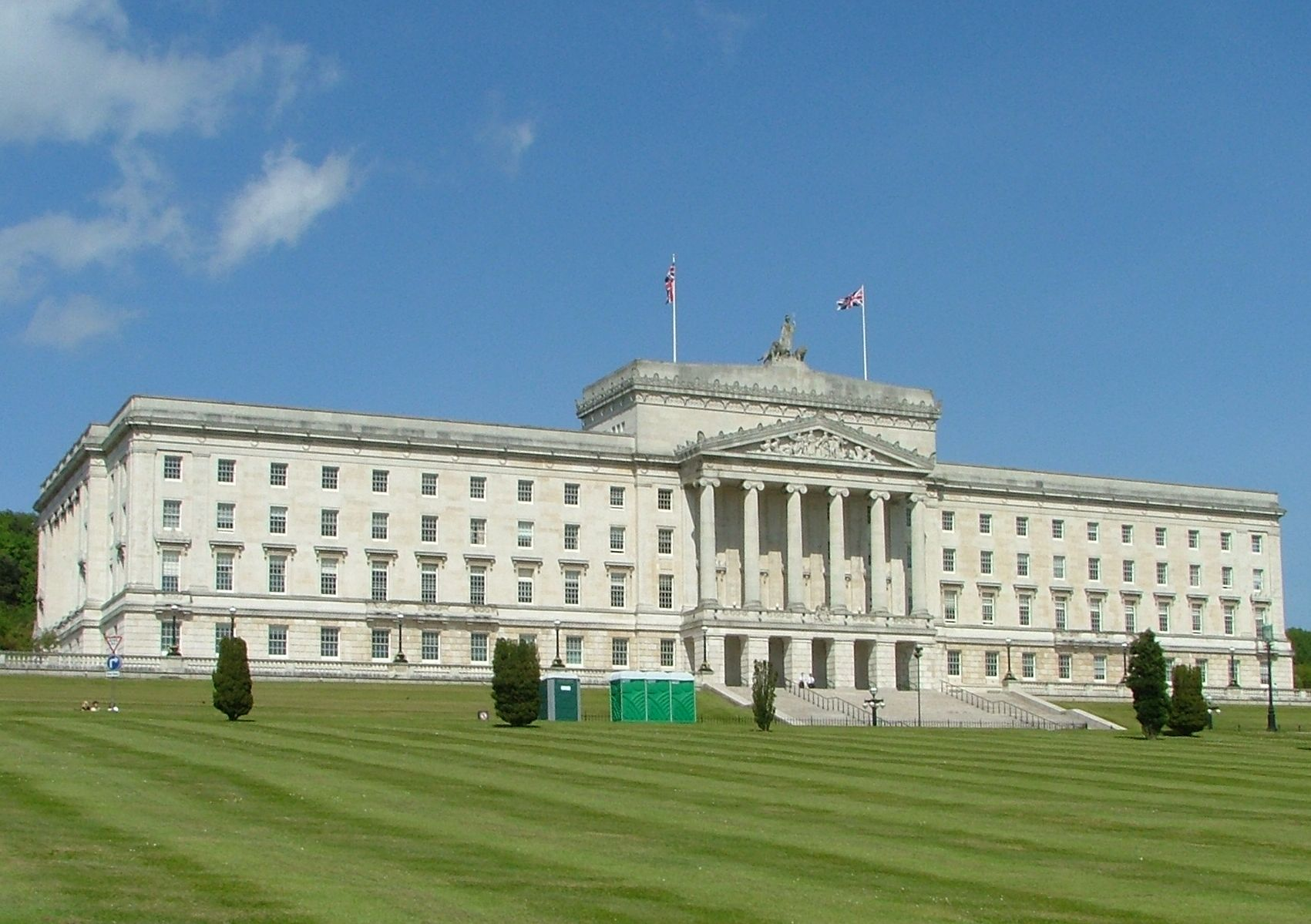
Будівля парламенту у Стормонті, Белфаст

Ірландський Парламент було створено з метою представлення англійців у Ірландському володінні, у той час як корінні або гельскі ірландці не мали права обирати або бути обраними. Вперше він був скликаний 1264 року. Тоді англійці жили лише в області навколо Дубліну, відомій як Риска.
У 1541 Генріх VIII оголосив про створення Ірландського королівства і висадився в Ірландії з армією. Гельським ірландським вождям було надано право засідати у ірландському парламенті нарівні з людьми англійського походження. Введення протестантизму як державної релігії (у той час як більшість населення залишалась католицькою) викликало суперечки, і у 1613—1615 склад виборців було закріплено так, що більшість у ірландському Парламенті належала протестантським поселенцям. Після ірландського повстання 1641 року, ірландські католики були позбавлені виборчих прав за кромвелевським Актом про поселення 1652 року.
Під час правління Якова II католики відновили частину своїх позицій, і під час війни якобітів в Ірландії він погодився з вимогами ірландського парламенту відносно автономії і повернення земель, але після перемоги Вільгельма III Оранського ці надбання були знову відібрані відповідно до карних законів. Закон Пойнінга підпорядкував ірландське законодавство Парламенту Великої Британії, але Акт про конституцію 1782 зняв ці обмеження, і за десять років після цього католики знову могли обирати, хоча у них, як і раніше, не було права бути обраними до парламенту.

### Парламент Великої Британії
Після договору про об'єднання 1707 року, парламентами Англії і Шотландії було прийнято однакові Акти про об'єднання, які створили нове Королівство Велика Британія. Відповідно до цих актів обидва парламенти були розпущені і було створено Парламент Королівства Велика Британія, розміщений на попередньому місці англійського парламенту. Хоча у Шотландії залишалися свої закони, з ними тепер працював новий парламент.
Після того, як на престол у 1714 році постав Георг I з Ганноверської династії, влада стала поступово переходити від монарха до парламенту, і до завершення його правління утвердилось положення міністрів, які у свою чергу опирались на підтримку Парламенту. До кінця XVIII століття монарх, як і раніше, мав значний вплив на парламент, у якому переважала англійська аристократія. На Виборах право голосу мало лише земельне дворянство, з таким розподілом виборчих дільниць, що у багатьох гнилих містечках можна було купити місце у парламенті, у той час як крупні міста не мали своїх представників. Реформатори і радикали прагнули до парламентської реформи, але з початком Наполеонівських війн уряд став більш репресивним, і просування до реформи було зупинено.

### Парламент Сполученого Королівства
Сполучене Королівство Великої Британії та Ірландії було створено у 1801 злиттям Королівства Великої Британії та Ірландського королівства.
Принцип відповідальності міністрів перед нижньою палатою було створено лише у XIX столітті. Палата Лордів була вища за Палату громад як у теорії, так і на практиці. Члени Палати громад обирались за застарілою виборчою системою, при якій сильно розрізнялись розміри виборчих дільниць. У багатьох випадках члени Палати Лордів контролювали невеличкі виборчі дільниці, відомі як «кишенькові містечка» і «гнилі містечка», і могли забезпечити обрання своїх родичів або прихильників. Багато місць у Палаті громад були власністю Лордів. Також у той час на виборах були поширені підкуп і залякування виборців. Після реформ XIX ст. (почались у 1832 році), виборчу систему було впорядковано. Більше не залежачи від верхньої палати, члени палати громад стали більш впевненими.

### Сучасна епоха
Верховенство Палати громад було чітко встановлено на початку XX ст. У 1909, палата громад ухвалила так званий «Народний Бюджет», який вводив численні зміни податків, невигідні для багатих землевласників. Палата лордів, що складалась з могутньої земельної аристократії, відхилила цей бюджет. Використовуючи популярність цього бюджету і непопулярність лордів, у 1910 році вибори виграла Ліберальна партія. Використовуючи результати виборів, ліберальний прем'єр-міністр Герберт Асквіт запропонував парламентський закон, який повинен був обмежити повноваження палати лордів. Коли лорди відмовились прийняти цей закон, Асквіт звернувся до короля з проханням створити декілька сотень ліберальних перів, щоб розмити більшість Консервативної партії у Палаті лордів. Перед лицем такої загрози, Палата лордів прийняла Парламентський акт, який дозволяв лордам лише затримувати прийняття закону на три сесії (скорочено до двох сесій у 1949), після чого він набирав чинності, незважаючи на їх заперечення.
Ірландська Вільна держава здобула незалежність у 1922, та у 1927 Сполучене Королівство було перейменовано на Сполучене королівство Великої Британії та Північної Ірландії.
У XX ст. було проведено подальші реформи: у 1958 акт про довічних перів дозволив періодичне створення довічних перів. У 1960-их створення спадкових перів було припинено, і відтоді майже всі нові пери були лише довічними. Нещодавно Акт про палату лордів 1999 відмінив автоматичне право спадкових перів на місце у вищій палаті, окрім 92 перів.
Парламент Шотландії було створено як однокамерний законодавчий орган Шотландії відповідно до Акту про Шотландію 1998 року, і перше засідання відбулось 12 травня 1999.

## Склад
Парламент очолюється Британським Монархом. Роль Монарха, здебільшого, церемоніальна, на практиці він або вона завжди діє відповідно до порад прем'єр-міністра та інших міністрів, які у свою чергу підзвітні двом палатам Парламенту.
Верхня палата, Палата лордів, в основному, складається з призначених членів («Лордів Парламенту»). Формально палата називається Високоповажні Лорди Духовні і Лорди Світські, що зібрались у Парламенті. Лорди духовні — це духовенство англіканської церкви, а Лорди світські — члени перства. Лорди Духовні і Лорди Світські вважаються представниками різних станів, але вони засідають, обговорюють різні питання і голосують разом.
Раніше Лорди Духовні охоплювали все вище духовенство англіканської церкви: архієпископів, єпископів, абатів і пріорів. Однак, під час розпуску монастирів за правління Генріха VIII, абати і пріори втратили свої місця у Парламенті. Всі єпархіальні єпископи продовжували засідати у Парламенті, проте відповідно до Акту про манчестерське єпископство 1847 року та пізніших актів, зараз Лордами Духовними є лише двадцять шість вищих єпископів і архієпископів. Ці двадцять шість чоловік завжди мають у своєму складі людей, що займають «п'ять великих кафедр», а саме: Архієпископа Кентерберійського, Архієпископа Йоркського, Єпископа Лондонського, Єпископа Даремського і Єпископа Вінчестерського. Решта Лордів Духовних — це найстарші єпархіальні єпископи, згідно з черговістю рукопокладання.
Усі Лорди Світські є членами перства. Раніше це були спадкові пери, що володіли титулами герцога, маркіза, графа, віконта або барона. Деякі спадкові пери не мали права засідати у Парламенті лише за правом народження: після об'єднання Англії та Шотландії у Велику Британію 1707 року, було встановлено, що ті пери, чиє перство було створено Королями Англії мали право засідати у Парламенті, але ті, чиє перство було створено Королями Шотландії, обирали обмежену кількість «перів-представників». Схоже положення було прийнято й у відношенні Ірландії, коли Ірландію було приєднано до Великої Британії у 1801. Але коли Південна Ірландія залишила Сполучене Королівство у 1922 році, вибори перів-представників були припинені. Відповідно до Акту про перство 1963, було припинено й вибори шотландських перів-представників, при цьому всі шотландські пери отримали право засідати у Парламенті. Відповідно до Акту про Палату Лордів 1999 року, лише довічне перство (тобто, перство, що не спадкується) автоматично дає право його власнику засідати у Палаті лордів. Зі спадкових перів лише дев'яносто два — граф-маршалів (англ. Earl Marshal) і лорд обер-гофмейстерів (англ. Lord Great Chamberlain) і дев'яносто спадкових перів, що обираються всіма перами, зберігають свої місця у Палаті лордів.
Простолюдини, останній зі станів Королівства, представлено Палатою общин, яка формально називається Поважні Простолюдини, що зібрались у Парламенті. У дійсний час Палата складається з 646 членів. До виборів 2005 року Палата складалася з 659 членів, але кількість шотландських членів парламенту було скорочено відповідно до Акту про Шотландський Парламент 2004 року. Кожен «Член Парламенту» або «MP» (англ. Member of Parlament) обирається одним виборчим округом відповідно до виборчої системи First-Past-the-Post. Право голосувати мають всі особи, які досягли 18 років, громадяни Сполученого Королівства і громадяни Ірландії та країн британської співдружності, які постійно проживають у Сполученому Королівстві. Термін повноважень члена Палати общин залежить від терміну повноважень Парламенту; загальні вибори, на яких обирається новий склад парламенту, відбуваються після кожного розпуску Парламенту.
Дві частини Парламенту відокремлені одна від одної; ніхто не може засідати одночасно у Палаті громад і Палаті лордів. Лорди Парламенту, за законом, не можуть голосувати на виборах членів Палати громад, крім того Суверен, за звичаєм, не голосує на виборах, хоча для цього і немає законодавчого обмеження.

## Процедура
Кожна з двох палат Парламенту очолюється спікером. У Палаті Лордів — Лорд канцлер, член кабінету міністрів, є спікером ex officio. Якщо цю посаду не зайнято, спікер може бути призначений Короною. Заступники спікера, які заміщають його у разі відсутності, також призначаються Короною.
Палата громад має право обирати свого власного спікера. Теоретично, для того щоб результати виборів набрали чинності, необхідна згода Суверена, але відповідно до сучасного звичаю воно гарантовано. Спікера може заміщати один з трьох заступників, що відомі як Голова, Перший заступник Голови та Другий заступник Голови. (Їх назви походять від комітету шляхів і засобів, у якому вони колись головували, але якого більше не існує).
В цілому, вплив Лорда канцлера як спікера на палату серйозно обмежено, у той час як влада спікера Палати громад над палатою значна. Рішення про порушення порядку роботи і покарання некерованих членів палати ухвалюються всім складом палати у Верхній Палаті, та одноосібно спікером у Нижній Палаті. У Палаті Лордів виступи адресуються до усієї палати (використовується звертання «My Lords»), а у Палаті громад виступи адресуються лише спікеру (використовується звертання «Mr Speaker» або «Madam Speaker»).
Обидві палати можуть вирішувати питання усним голосуванням, члени Парламенту вигукують «Так» («Aye») або «Ні» («Nay») (у Палаті громад), або «Згодний» («Content») чи «Не згодний» («Not-Content») (у Палаті Лордів), і головуючий оголошує підсумок голосування. Цей підсумок, оголошений Лордом канцлером або Спікером може бути оскарженим, у цьому випадку необхідно голосування з підрахунком голосів (відоме як роздільне голосування). (Спікер Палати громад може відхилити несерйозну вимогу такого голосування, але Лорд канцлер не має такого права.) При роздільному голосуванні у кожній з палат члени парламенту виходять до одного з двох холів, розташованих поряд з палатою, при цьому їх імена записуються клерками, а їх голоси підраховуються коли вони повертаються з холів назад до палати. Спікер Палати громад залишається нейтральним і голосує лише у випадку нічийного підсумку голосування. Лорд канцлер голосує разом з рештою Лордів.

## Термін повноважень
Після загальних виборів починається чергова сесія Парламенту. Формально Парламент відкривається Сувереном, який вважається джерелом влади Парламенту, за сорок днів до початку роботи. У день, оголошений королівською прокламацією, дві Палати збираються на своїх місцях. Після цього члени Палати громад покликаються до Палати лордів, де Лорди-комісари (представники Суверена) пропонують їм обрати спікера. Члени Палати громад голосують, а наступного дня повертаються до Палати лордів, де Лорди-комісари затверджують результати голосування і оголошують, що новий спікер затверджений Сувереном від його імені.
У наступні декілька днів Парламент складає присягу на вірність. Після того як члени Парламенту з обох палат склали присягу, починається церемонія відкриття парламенту. Лорди займають свої місця у Палаті лордів, простолюдини стоять біля Палати лордів, а Суверен займає своє місце на троні. Після цього Суверен читає тронну промову, зміст якої визначається міністрами корони, намічаючи законодавчий порядок денний на наступний рік. Після цього кожна палата починає свою законодавчу роботу.
За звичаєм, перед обговоренням законодавчого порядку денного, у кожній палаті pro forma вноситься білль: Select Vestries Bill у Палаті лордів і Outlawries Bill у Палаті громад. Ці біллі не стають законами, вони, в основному, є підтвердженням права кожної палати обговорювати закони незалежно від корони. Після внесення цих біллів, кожна з палат упродовж декількох днів обговорює зміст тронної промови. Після того, як кожна з палат надсилає свою відповідь на тронну промову може початись звичайна робота парламенту. Кожна з палат призначає комітети, обирає посадових осіб, приймає резолюції та опрацьовує законодавство.
Сесія Парламенту закінчується церемонією завершення роботи. Ця церемонія схожа на церемонію відкриття, хоч і набагато менш відома. Зазвичай, Суверен не є присутнім особисто на цій церемонії, його або її представляють Лорди-комісари. Наступна сесія Парламенту починається відповідно до описаної вище церемонії, але цього разу немає необхідності обирати спікера чи знову складати присягу. Замість цього одразу починається церемонія відкриття.
Кожен Парламент, після деякої кількості сесій завершує свою роботу, або за наказом Суверена, або після закінченню терміну, що останнім часом відбувається частіше. Розпуск Парламенту відбувається за рішенням Суверена, але завжди за порадою Прем'єр-міністра. У разі сприятливої для його партії політичної ситуації Прем'єр-міністр може попрохати про розпуск парламенту, щоб отримати більшу, ніж є, кількість місць на виборах. Окрім того, якщо Прем'єр-міністр втрачає підтримку Палати громад, він може або піти у відставку, або попрохати про розпуск Парламенту, щоб відновити свій мандат.
Одвічно не існувало обмежень на тривалість роботи Парламенту, але Трирічний Акт 1694 року (англ. Triennial Acts) встановив максимальну тривалість роботи Парламенту у три роки. Оскільки часті вибори здалися незручними, Семирічний Акт 1716 (англ. Septennial Act 1715) продовжив максимальну тривалість роботи Парламенту до семи років, однак, Парламентський Акт 1911 року (англ. Parliament Act 1911) обмежив його до п'яти років. Під час Другої світової війни термін було тимчасово збільшено до десяти років. Після закінчення війни у 1945 році термін лишався рівним п'яти рокам. Сучасні парламенти, однак, рідко працюють повний термін, зазвичай вони розпускаються раніше. Наприклад, п'ятдесят другий Парламент, що зібрався у 1997 році, було розпущено за чотири роки.
Раніше смерть Суверена автоматично означала розпуск Парламенту, оскільки Суверен вважався його caput, principium, et finis (початком, основою і кінцем). Однак було незручно не мати Парламенту у той період, коли спадкування престолу могло бути оскаржене. За правління Вільгельма III і Марії II було прийнято статут, що Парламент повинен продовжувати роботу упродовж шести місяців після смерті Суверена, у разі якщо він не буде розпущений раніше. Акт про народне представництво 1867 року (англ. Representation of the People Act 1867) відмінив цю постанову. Зараз смерть Суверена не впливає на тривалість роботи Парламенту.
Після завершення роботи Парламенту проводяться загальні вибори, на яких обираються нові члени Палати громад. Члени Палати лордів не змінюються з розпуском Парламенту. Кожен Парламент, що збирається після виборів, вважається таким, що відрізняється від попереднього. Тому кожен Парламент має свій номер. Чинний зараз Парламент називається П'ятдесят четвертий Парламент Сполученого Королівства. Це означає п'ятдесят четвертий Парламент з моменту утворення Сполученого Королівства Великої Британії та Ірландії у 1802 році. До цього парламенти іменувались «Парламент Великої Британії» або «Парламент Англії».

## Законодавчі функції

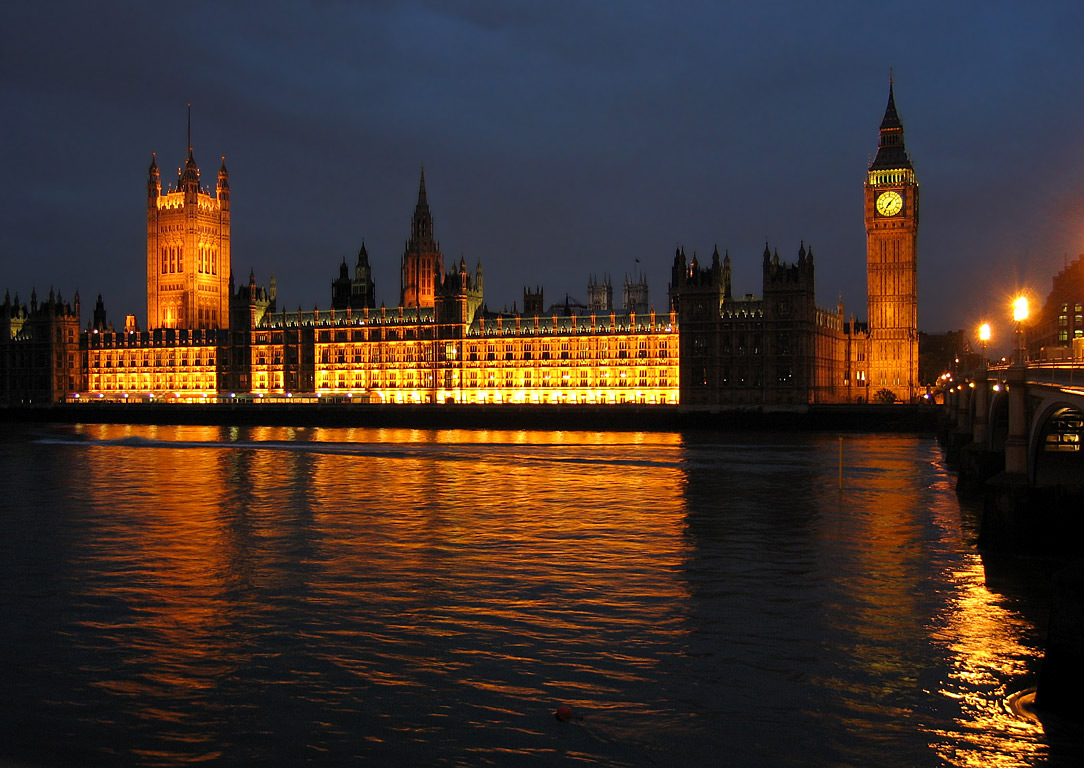
Парламент збирається у Вестмінстерському палаці.

Парламент Сполученого Королівства може встановлювати закони своїми актами. Деякі акти діють на всій території королівства, включаючи Шотландію, але оскільки Шотландія має свою законодавчу систему (так званий Шотландський закон або Scots law), багато актів не діють у Шотландії та або супроводжуються такими ж актами, але чинними лише у Шотландії, або (з 1999) законами, прийнятими Парламентом Шотландії.
Новий закон, у його чорновій формі, що називається біллем, може бути запропонований будь-яким членом верхньої або нижньої палати. Зазвичай біллі вносяться на обговорення королівськими міністрами. Білль, внесений міністром, називається «Урядовим біллем» («Government Bill»), а внесений звичайним членом палати — «Біллем приватного члена палати» («Private Member's Bill»). Біллі також розрізняють за їх змістом. Більша частина біллів, що стосується всього суспільства, називається «Суспільними біллями» («Public Bills»). Біллі, що надають особливі права приватній особі або невеликій групі людей, називаються «Приватними біллями» («Private Bills»). Приватний білль, що стосується ширших прошарків суспільства, називається «Гібридним біллем» («Hybrid Bill»).
Біллі приватних членів палати складають лише одну восьму частину від усіх біллів, і ймовірність прийняття у них набагато менша, ніж у урядових біллів, оскільки час на обговорення таких законопроєктів сильно обмежено. У члена парламенту є три способи внести свій білль приватного члена палати.
- Перший спосіб — внести його на голосування до списку біллів, що пропонуються для обговорення. Зазвичай до цього списку вноситься близько чотирьохсот законопроєктів, потім відбувається голосування за цими біллями, і двадцять законопроєктів, що набрали найбільшу кількість голосів, отримують час для обговорення.
- Другий спосіб — «правило десяти хвилин». Відповідно до цього правила, члени парламенту отримують по десять хвилин для того, щоб запропонувати свій законопроєкт. Якщо палата погоджується прийняти його для обговорення, він переходить у перше читання, інакше законопроєкт відсіюється.
- Третій спосіб — відповідно до наказу 57, попередивши спікера за день, формально внести законопроєкт до списку для обговорення. Такі законопроєкти приймаються украй рідко.

Велику небезпеку для законопроєктів являє «парламентське флібустьєрство», коли супротивники законопроєкту навмисно затягують час, щоб домогтись закінчення відведеного на його обговорення часу. Біллі приватних членів палати не мають шансів бути прийнятими, якщо їм протистоїть чинний уряд, але вони вносяться, щоб підняти питання моралі. Законопроєкти з легалізації гомосексуальних відносин або абортів були біллями приватних членів палати. Уряд може іноді використовувати біллі приватних членів палати з метою прийняття малопопулярних законів, з якими він не хотів би асоціюватись. Такі законопроєкти називаються «біллями-подачками».
Кожен законопроєкт проходить декілька етапів обговорення. Перше читання являє собою чисту формальність. У другому читанні обговорюються загальні принципи законопроєкту. У другому читанні палата може проголосувати за відхилення законопроєкту (відмовившись сказати «That the Bill be now read a second time»), але відхилення урядових біллів відбувається вкрай рідко.
Після другого читання законопроєкт відправляється до комітету. У Палаті Лордів це комітет всієї палати або великий комітет. Обидві вони складаються з усіх членів палати, але великий комітет діє за спеціальною процедурою і використовується лише для беззаперечних законопроєктів. У Палаті громад законопроєкт, зазвичай, передається у чинний комітет, який складається з 16-50 членів палати, але для важливих законів використовується комітет всієї палати. Декілька інших типів комітетів, таких як вибраний комітет, на практиці використовуються рідко. Комітет розглядає законопроєкт постатейно, і доповідає ймовірні поправки всій палаті, де відбувається подальше обговорення деталей. Пристрій, що називається кенгуру (Чинний Наказ 31) дозволяє спікеру обирати поправки для обговорення. Зазвичай, цей пристрій використовується головою комітету для обмеження обговорення у комітеті.
Після того як палата розглянула законопроєкт, слідує третє читання. У Палаті громад поправки більше не вносяться, і прийняття пропозиції «That the Bill be now read a third time» означає прийняття всього законопроєкту. Однак, поправки можуть бути ще внесені у Палаті лордів. Після проходження третього читання, Палата Лордів повинна проголосувати за пропозицію «That the Bill do now pass». Після проходження в одній палаті законопроєкт надсилається до другої палати. Якщо його прийнято обома палатами у одній і тій самій редакції, він може бути представлений Суверену на затвердження. Якщо ж одна палата не погоджується з поправками другої, і вони не можуть уладнати свої суперечності, законопроєкт провалюється.
Парламентський акт 1911 обмежив повноваження Палати лордів відхиляти законопроєкти, прийняті Палатою громад. Обмеження було посилено Парламентським Актом 1949 року. Відповідно до цього акту, якщо Палата громад прийняла законопроєкт на двох послідовних сесіях, і обидва рази його було відхилено Палатою лордів, Палата громад може направити законопроєкт на затвердження Суверенові, незважаючи на відмову Палати лордів прийняти його. У кожному випадку законопроєкт має бути прийнятий Палатою громад хоча б за місяць до закінчення сесії. Ця постанова не має сили у відношенні до законопроєктів, запропонованих Палатою лордів, законопроєктів, призначених продовжити термін роботи парламенту, і до приватних біллів. Особлива процедура діє для законопроєктів, визнаних спікером Палати громад «грошовими біллями» («Money Bills»). Грошовий білль стосується лише питань податків або державних грошей. Якщо Палата лордів не приймає грошовий білль протягом одного місяця після прийняття його Палатою громад, нижня палата може направити його на затвердження Суверену.
Навіть до прийняття Парламентських актів, Палата громад обіймала більшу владу у фінансових питаннях. За стародавнім звичаєм Палата лордів не може вносити законопроєкти, що стосуються податків або бюджету, або вносити поправки, що стосуються податків або бюджету. Палата громад може тимчасово надати Палаті лордів привілеї розгляду фінансових питань для того, щоб дозволити Палаті Лордів прийняти поправки, що стосуються фінансових питань. Палата Лордів може відмовитись прийняти законопроєкти, що стосуються бюджету і податків, хоча цю відмову можна буде легко обійти у випадку «грошових біллів».
Останній етап прийняття законопроєкту — це отримання Королівської згоди. Теоретично, Суверен може дати згоду (тобто, прийняти закон) або не дати її (тобто, накласти вето на законопроєкт). За сучасними уявленнями Суверен завжди приймає закони. Остання відмова дати згоду сталася у 1708 році, коли королева Анна не затвердила законопроєкт «про створення шотландського ополчення».
Законопроєкт, перш ніж стати законом, отримує згоду всіх трьох частин Парламенту. Таким чином, всі закони встановлюються Сувереном за згоди Палати лордів і Палати громад. Всі парламентські акти починаються зі слів «BE IT ENACTED by the Queen's [King's] most Excellent Majesty, by and with the advice and consent of the Lords Spiritual and Temporal, and Commons, in this present Parliament assembled, and by the authority of the same, as follows».

## Судові функції
Окрім функцій законодавчих, Парламент виконує і деякі судові функції.
Королева-у-Парламенті є вищим судом у більшості випадків, але частину справ вирішує суд Таємної ради (наприклад, апеляції від церковних судів). Судові повноваження Парламенту походять від стародавнього звичаю подавати до палати прохання про виправлення несправедливості і здійснення правосуддя. Палата громад припинила розгляд прохань про скасування судових рішень у 1399, по суті перетворюючи Палату Лордів на вищий судовий орган країни. Зараз судові функції Палати Лордів виконуються не всією палатою, а групою суддів, яким було надано Сувереном довічне перство відповідно до Акту про Апеляції 1876 (так звані «Lords of Appeal in Ordinary») та іншими перами, що мають судовий досвід («Lords of Appeal»). Ці Лорди, що називають також «Лордами-законниками» («Law Lords»), є Лордами Парламенту, але зазвичай не голосують і не висловлюються у політичних питаннях.
Наприкінці XIX століття було дозволено призначення Scottish Lords of Appeal in Ordinary, що припинило подання апеляцій за карними справами відносно Шотландії до Палати Лордів, тож Верховний карний суд Шотландії став найвищим карним судом у Шотландії. Зараз юридичний комітет Палати Лордів включає до свого складу принаймні двох шотландських суддів, щоб забезпечити досвід у Шотландському Законі, необхідний для розгляду апеляцій з Вищого цивільного суду Шотландії.
Історично Палатою Лордів виконуються й деякі інші судові функції. До 1948 року це був суд, що розглядав справи перів, які звинувачувались у державній зраді. Зараз пери підсудні звичайним судам присяжних. Крім того, коли Палата громад приступає до процедури імпічменту, суд ведеться Палатою Лордів. Імпічмент, однак, зараз відбувається дуже рідко; останній був у 1806 році. Деякі члени Парламенту намагаються відновити цю традицію і підписали клопотання про імпічмент Прем'єр-міністра.

## Відносини з Урядом
Уряд Великої Британії підзвітний Парламенту. Однак, ані Прем'єр-міністр, ані члени уряду не обираються Палатою громад. Замість цього Суверен просить людину, яка користується максимальною підтримкою палати (такою зазвичай є лідер партії, що має найбільшу кількість місць у Палаті громад), сформувати уряд. З тим, щоб вони були підзвітними нижній палаті, Прем'єр-міністр та більша частина членів Кабінету обираються з членів Палати громад, а не палати Лордів. Останнім Прем'єр-міністром з Палати Лордів став у 1963 році Алек Дуглас-Хоум. Тим не менш, щоб додержатись звичаю, лорд Хоум відмовився від свого перства і був обраний до Палати громад після того, як став Прем'єр-міністром.
Використовуючи свою первісну більшість у Палаті громад, уряд, зазвичай, домінує у законодавчій роботі парламенту, та іноді використовує свою патронатну владу, щоб призначити перів, які його підтримують до Палати Лордів. На практиці уряд може домогтись прийняття будь-якого законодавства, окрім випадків великого розколу у партії, що править. Але навіть у такій ситуації малоймовірно, що законопроєкт, запропонований урядом, не буде прийнято, хоча незгодні члени парламенту можуть домогтися поступок від уряду. У 1976 лорд Гелшем придумав широко вживану зараз назву для такої системи, назвавши її у науковій статті «виборна диктатура».
Парламент контролює виконавчу владу, приймаючи або відхиляючи її законопроєкти і змушуючи міністрів корони звітувати за свої дії або під час «Часу питань», або під час засідань парламентських комітетів. І у тому й у іншому випадку міністрам ставлять питання члени обох палат, і вони зобов'язані відповідати.
Хоча Палата лордів може вивчати дії виконавчої влади через «Час питань» і роботу своїх комітетів, вона не може покласти край роботі уряду. Однак, уряд завжди має зберігати підтримку Палати громад. Нижня палата може висловити свою недовіру урядові, або відхиливши Постанову про довіру, або прийнявши Постанову про недовіру. Постанови про довіру, зазвичай, вносяться на голосування урядом з метою отримання підтримки від палати, у той час як Постанова про недовіру вноситься опозицією. Постанови, зазвичай, виражаються словами «That this House has [no] confidence in His/Her Majesty's Government», проте можуть використовуватись й інші вислови, особливо такі, що вказують на якусь конкретну політику, яка підтримується або не підтримується Парламентом. Наприклад, Постанова про довіру урядові 1992 року використовувала фразу «That this House expresses the support for the economic policy of Her Majesty's Government». Така постанова теоретично може бути прийнята і Палатою лордів, але оскільки уряд не потребує підтримки цієї палати, вона не має таких самих наслідків. Єдиний сучасний випадок стався у 1993 році, коли Постанову про недовіру урядові було внесено до Палати лордів і потім відхилено.
Багато голосувань вважаються голосуваннями про довіру, хоча формально такими не є. Важливі законопроєкти, що складають частину урядового порядку денного у сфері законодавства, демонструють рівень довіри урядові. Крім того, те саме відбувається, якщо Палата громад відмовляється затвердити бюджет.
Якщо уряд втратив довіру Палати громад, Прем'єр-міністр зобов'язаний або піти у відставку, або клопотати про розпуск парламенту і призначення нових загальних виборів. Якщо Прем'єр-міністр просить розпустити парламент, Суверен може погодитися з цим, а може й відмовити, змушуючи його піти у відставку і дозволяючи лідерові опозиції сформувати новий уряд, хоча останнє відбувається вкрай рідко.
На практиці Палата громад дуже слабко контролює уряд. Оскільки використовується мажоритарна система виборів, правляча партія, зазвичай має значну більшість у Палаті громад і не потребує компромісу з іншими партіями. Сучасні політичні партії Британії жорстко організовані, тож лишається мало свободи для дії їхніх членів. Нерідко членів парламенту виключають з їхніх партій за голосування, яке не відповідає вказівкам їхніх партійних лідерів. Упродовж ХХ століття Палата громад лише ?двічі висловлювали недовіру урядові — двічі у 1924 та одного разу у 1979.

## Привілеї
Кожна палата Парламенту зберігає свої стародавні привілеї. Палата Лордів спирається на спадкові права. У випадку з Палатою громад, спікер на початку роботи кожного Парламенту відправляється до Палати Лордів і просить представників Суверена підтвердити «безсумнівні» привілеї і права нижньої палати. Згадана церемонія існує з часів Генріха VIII. Кожна палата оберігає свої привілеї і може покарати їх порушників. Зміст парламентських привілеїв визначається законом та звичаєм. Ці привілеї не можуть визначатись ніким, окрім самих палат парламенту.
Найголовнішим з привілеїв обох палат є свобода слова у суперечках: ніщо з того, що сказано у Парламенті не може бути причиною розслідування або судової справи у будь-якій організації, окрім самого Парламенту. Інший з привілеїв — захист від арешту, окрім випадків державної зради, тяжких карних злочинів чи порушення порядку («breach of the peace»). Він має силу під час сесії Парламенту, а також упродовж сорока днів до і після неї. Члени Парламенту також мають привілей не виконувати обов'язків присяжних у суді.
Обидві палати можуть карати за порушення своїх привілеїв. За неповагу до Парламенту, наприклад, непокору викликові як свідка, виданому парламентським комітетом, також може бути покарано. Палата Лордів може посадити людину до в'язниці на будь-який визначений термін, Палата громад також може посадити людину до в'язниці, але лише до закінчення сесії парламенту. Покарання, накладене будь-якою з палат, не може бути оскаржене в будь-якому суді.